# Pierre Magnan
Pierre Magnan (* 19. September 1922 in Manosque; † 28. April 2012 in Voiron) war ein französischer Autor von Kriminalromanen.

## Biografie
Pierre Magnan besuchte in seiner Geburtsstadt bis zu seinem zwölften Lebensjahr die Schule, die er als Dreizehnjähriger verließ, um als Schriftsetzer in einer Druckerei zu arbeiten. Als Zwanzigjähriger wurde er in den Jugendarbeitsdienst (Service du Travail Obligatoire) eingezogen, beging Fahnenflucht und flüchtete  zu den französischen Widerstandskämpfern (Maquis)  des Departements Isère. 1946 veröffentlichte er seinen ersten Roman, der von der Kritik positiv aufgenommen wurde, aber wenig Erfolg beim Publikum hatte. Die folgenden drei Romane waren ebenfalls kein Publikumserfolg. Seinen Lebensunterhalt verdiente er in den folgenden Jahren als Angestellter einer Transportfirma, schrieb aber in seiner Freizeit weiterhin Romane, die niemand verlegen wollte.
Erst 1976 erzielte der Kriminalroman Le sang des Atrides Aufmerksamkeit und erhielt zwei Jahre später den Prix du Quai des Orfèvres. Nun begann für Magnan eine neue Karriere. Er verfasste 1984 sein bekanntestes Werk La Maison assassinée, das ebenfalls ausgezeichnet und verfilmt wurde. In seinen Kriminalromanen ermittelt seine Romanfigur Kommissar Laviolette hauptsächlich in der Provence. Pierre Magnan lebte bis zu seinem Tod in Forcalquier.

## Auszeichnungen
- 1978 Prix du Quai des Orfèvres für Das Zimmer hinter dem Spiegel (Le sang des Atrides)
- 1983 Schwedischer Krimipreis – International für Laviolette auf Trüffelsuche (Le Commissaire dans la truffière)
- 1985 Prix Mystère de la critique für Das ermordete Haus (La Maison assassinée)

## Werke
Memoiren
- Apprenti. Mémoires. Denoël, Paris 2003, ISBN 2-207-25438-0.
- Un monstre sacré. Denoël, Paris 2004, ISBN 2-07-032585-7 (Autobiographie)

Romane
- Das Mädchen vom Ende der Welt. Roman. Heidelberger Lese-Zeiten Verlag, Heidelberg 2014, ISBN 978-3-943137-23-1.
- Laure du bout du monde. Roman. Denoël, Paris 2006, ISBN 2-207-25868-8.
- L'amant du poivre d'âne. Roman. Denoël, Paris 1989, ISBN 2-207-23511-4.
- La biasse de mon père. Mouvement „Alpes de Lumière“, Mane 1992.
- La folie Forcalquier. Roman. Denoël, Paris 1995, ISBN 2-207-24349-4.
- Un grison d'Arcadie. Roman. Denoël, Paris 1999, ISBN 2-207-24826-7.
- L'homme rejeté. Roman. Édition de l'Envol, Forcalquier 2001, ISBN 2-909907-81-3 (Nachdruck der Ausgabe Paris 1977).
- Laure du bout du monde. Roman. Denoël, Paris 2006, ISBN 2-207-25868-8.
- Ma Provence d'heureuse rencontre. Guide secret. Denoël, Paris 2005, ISBN 2-207-25705-3.
- Mon théâtre d'ombres. Édition de l'Envol, Forcalquier 2002, ISBN 2-909907-85-6.
- La naine. Roman. Denoël, Paris 1994, ISBN 2-07-038887-5.
- L'Occitane. Une histoire vraie. Denoël, Paris 2001, ISBN 2-207-25229-9.
- Périple d'un cachalot. Denoël, Paris 1993, ISBN 2-07-039326-7.
- Pour saluer Giono. Denoël, Paris 1993, ISBN 2-07-038589-2.
- Ummauerte Welt. Roman ("Le monde encerclé"). Victoria-Verlag, Stuttgart 1953.
- Unverhofftes Morgenrot. Roman ("L'aube insolite"). Verlag der Frankfurter Hefte, Frankfurt/M. 1950
- „Séraphin Monge“
  - Das ermordete Haus. Ein Kriminalroman aus der Provence ("La maison assassinée"). Fischer-Taschenbuch-Verlag, Frankfurt/M. 2015, ISBN 978-3596305858.
  - Le mystère de Séraphin Monge. Gallimard, Paris 1999, ISBN 2-07-040829-9.
- „Kommissar Laviolette“
  - Das Zimmer hinter dem Spiegel. Roman ("Le sang des Atrides"). Fischer-Taschenbuch-Verlag, Frankfurt/M. 2015, ISBN 978-3596301768.
  - Laviolette auf Trüffelsuche. Ein Kriminalroman aus der Provence ("Le commissaire dans la truffière"). Fischer-Taschenbuch-Verlag, Frankfurt/M. 2015, ISBN 978-3596303168.
  - Tod unter der Glyzinie. Ein Kriminalroman aus der Provence ("Le secret des Andrônes"). Fischer-Taschenbuch-Verlag, Frankfurt/M. 2015, ISBN 978-3596301812.
  - Tod in Bronze ("Le tombeau d'Helios"). Fischer-Taschenbuch-Verlag, Frankfurt/M. 2015, ISBN 978-3596304868.
  - Les Charbonniers de la mort. Gallimard, Paris 1999, ISBN 2-07-040817-5.
  - Der Mörder mit der schönen Handschrift. Ein Kriminalroman aus der Provence ("Les courriers de la mort"). Fischer-Taschenbuch-Verlag, Frankfurt/M. 2015, ISBN 978-3596305384.
  - Le parme convient à Laviolette. Denoël, Paris 2001, ISBN 2-07-041930-4.
  - Elégie pour Laviolette. Robert Laffont, Paris 2010, ISBN 978-2221116586.
  - Kommissar Laviolettes Geheimnis. Kriminalerzählungen ("Les secrets de Laviolette"). Fischer-Taschenbuch-Verlag, Frankfurt/M. 2015, ISBN 978-3596305162.

Bildband
- Les promenades de Jean Giono. Édition du Chêne, Paris 1994, ISBN 2-85108-839-4.
- Les romans de ma Provence. Denoël, Paris 1998, ISBN 2-207-24462-8 (zusammen mit Pierre Ricou)

## Fernsehadaptionen
- Le sang des Atrides, 1981, von Sam Itzkovitch und Michel Lebrun; Regie: Sam Itzkovitch
- Le secret des Andrônes, 1982, von Bruno Tardon; Regie: Sam Itzkovitch
- La Maison assassinée, 1988, von Jacky Cukier und Georges Lautner; Regie Georges Lautner.
- L'aube insolite, 2002, von Pierre Magnan; Regie: Claude Grinberg
- Les Courriers de la mort, 2006, von Odile Barski; Regie: Philomène Esposito, mit Victor Lanoux in der Rolle des Kommissars Laviolette

## Hörspiele
- 2004: Laviolette auf Trüffelsuche. Südwestrundfunk.
- 2005: Tod in Bronze. Südwestrundfunk.
- 2006: Tod unter der Glyzinie. Südwestrundfunk.
- 2006: Das Zimmer hinter dem Spiegel. Südwestrundfunk.